# Rădăuți-Prut
Rădăuţi-Prut é uma comuna romena localizada no distrito de Botoşani, na região de Moldávia . A comuna possui uma área de 79.86 km² e sua população era de 3801 habitantes segundo o censo de 2007.